# Kuttawa
La ville de Kuttawa (prononcé localement [kəˈtɑːwə]) est située dans le comté de Lyon, dans le Commonwealth du Kentucky, aux États-Unis. Sa population s’élevait à 649 habitants lors du recensement de 2010, estimée à 660 habitants en 2016.

## Démographie
| Groupe            | Kuttawa | Kentucky | États-Unis |
| ----------------- | ------- | -------- | ---------- |
| Blancs            | 97,8    | 87,8     | 72,4       |
| Afro-Américains   | 1,2     | 7,8      | 12,6       |
| Métis             | 0,6     | 1,7      | 2,9        |
| Amérindiens       | 0,3     | 0,2      | 0,9        |
| Autres            | 0       | 2,4      | 11,2       |
| Total             | 100     | 100      | 100        |
|                   |         |          |            |
| Latino-Américains | 0,5     | 3,1      | 16,7       |

Selon l'American Community Survey, pour la période 2011-2015, 96,92 % de la population âgée de plus de 5 ans déclare parler anglais à la maison, alors que 1,03 % déclare parler l'espagnol, 0,73 % le gujarati, 0,73 % le grec et 0,44 % l'allemand.

## Source
- (en) Cet article est partiellement ou en totalité issu de l’article de Wikipédia en anglais intitulé « Kuttawa, Kentucky » (voir la liste des auteurs).

1. ↑  (en) « Kuttawa, KY Population - Census 2010 and 2000 », sur censusviewer.com (consulté le 2 mars 2016)
2. ↑  (en) « Population of Kentucky - Census 2010 and 2000 », sur censusviewer.com (consulté le 2 mars 2016)
3. ↑  (en) « Language spoken at home by ability to speak English for the population 5 years and over », sur factfinder.census.gov.